# Став (річка)
Став (інша назва — Голодні Стави) — річка в Україні, в межах Тернопільського і Чортківського районів Тернопільської області. Ліва притока річки Тайна (басейн Дністра).

## Розташування
Довжина 29 км, площа басейну 95 км². Долина трапецієподібна, завглибшки 20—35 м, завширшки до 1,2 км. Заплава двостороння, завширшки до 100—150 м. Річище слабозвивисте, завширшки до 3—5 м. Похил річки 1,3 м/км. Живлення мішане з переважанням снігового. Замерзає у грудні, скресає у березні. Воду частково використовують для господарських потреб (наприклад, рибальство).
Річка бере початок із джерел на захід від села Глещава Теребовлянського району. Тече спершу на схід, далі повертає на південь, потім — на захід, і зрештою — на південь (утворюючи в плані величезну кочергу). Впадає до Тайни в межах міста Хоростків.